# Hunyópók
A hunyópók (Micrommata virescens) a pókszabásúak (Arachnida) osztályának a pókok (Araneae) rendjébe, ezen belül a vadászpókok (Sparassidae) családjába tartozó faj.

## Elterjedése
A vadászpókok többsége melegebb tájakon él, de a hunyópók Európában, így Magyarországon is elterjedt.

## Megjelenése
A hunyópók hossza 4,5-5 milliméter. Színe fűzöld, amit a bilinek okoznak. A hímek potroha sárgás színű, vörös sávokkal.  
|  |  |